# Testigos de Jehová en la Alemania nazi

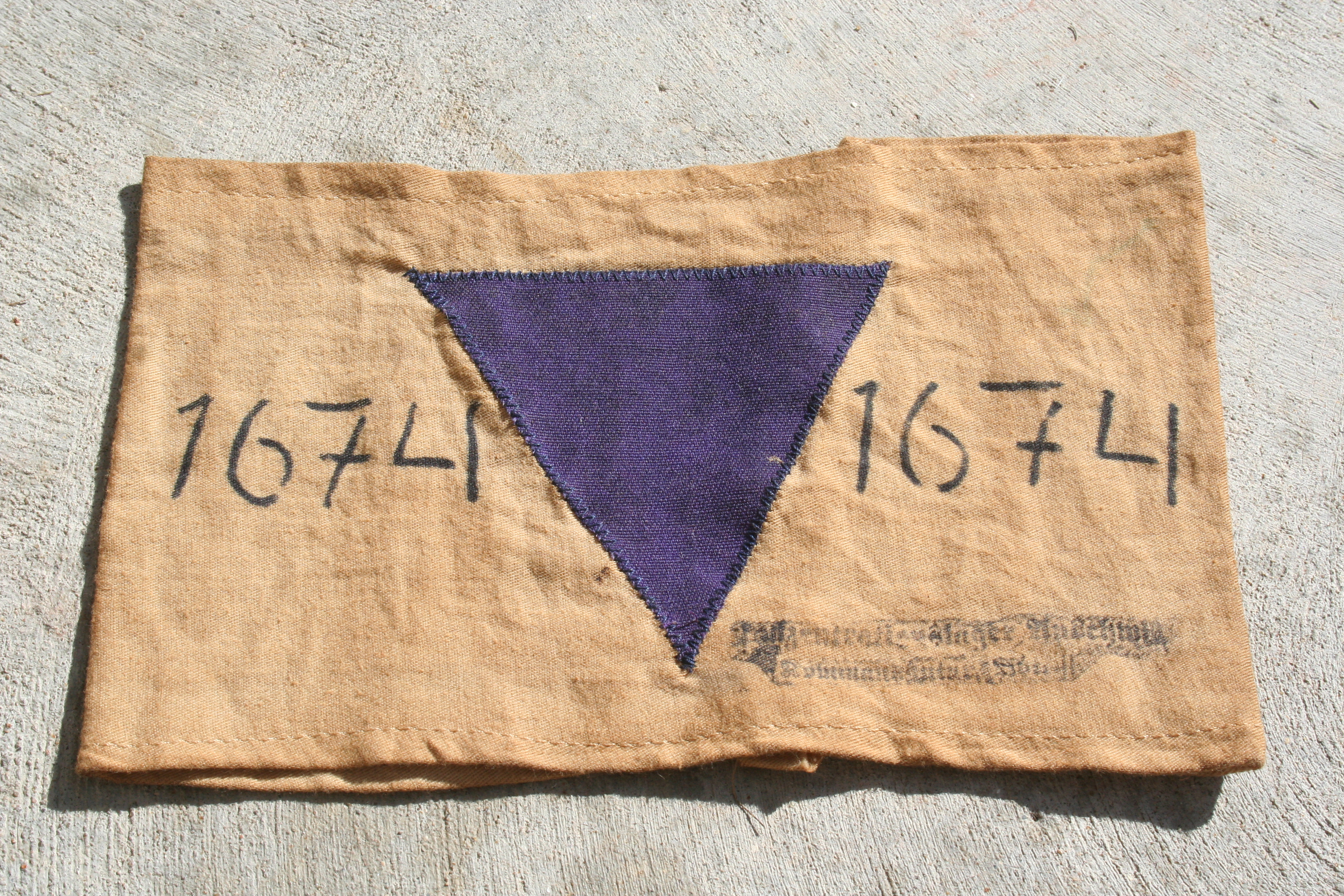
Triángulo morado destinado para los Testigos de Jehová (Bibelforscher), en el sistema de marcado en los campos de concentración nazis.

La historia de los testigos de Jehová en el nacionalsocialismo está dominada por el conflicto con las autoridades nazis, entre otras cosas debido a su objeción de conciencia a prestar servicio militar, su origen norteamericano y no utilizar el saludo fascista. Durante el dominio del nacionalsocialismo del 30 de enero de 1933 al 8 de mayo de 1945, los Testigos de Jehová (denominados Bibelforscher) fueron perseguidos en ese país.

## Antecedentes (1918-1933)
La persecución de los Bibelforscher, denominación utilizada por los Testigos de Jehová antes de 1931, no se llegó de manera inesperada a Alemania. Ya en la Primera Guerra Mundial, los Bibelforscher se hicieron notar de manera negativa a causa de lo que el gobierno llamó "actitud crítica hacia las Iglesias y el Estado". En los años 1920, llamaron la atención por su actividad misionera. En una Alemania empobrecida por la posguerra muchas personas se unieron a los Testigos de Jehová, que pasaron de contar con 3.900 miembros en 1918, a 5.500 en 1919 y 22.500 en 1926. Los Bibelforscher contaron con nuevos seguidores.
Las acusaciones de la prensa nacional-socialista se concentraron en acusar a los Bibelforscher de ser financiados por judíos o francmasones, quienes preparaban una revolución bolchevique. También el origen estadounidense fue presentado como una amenaza. Los Bibelforscher habían anunciado la inminente caída de las organizaciones estatales y las iglesias. No obstante, sus críticos interpretaron sus publicaciones para argumentar que el movimiento sería sostenido por los judíos y comunistas. En esta época, existían varias teorías conspirativas, en las cuales los Bibelforscher desempeñaron un papel fundamental.

## Era nazi

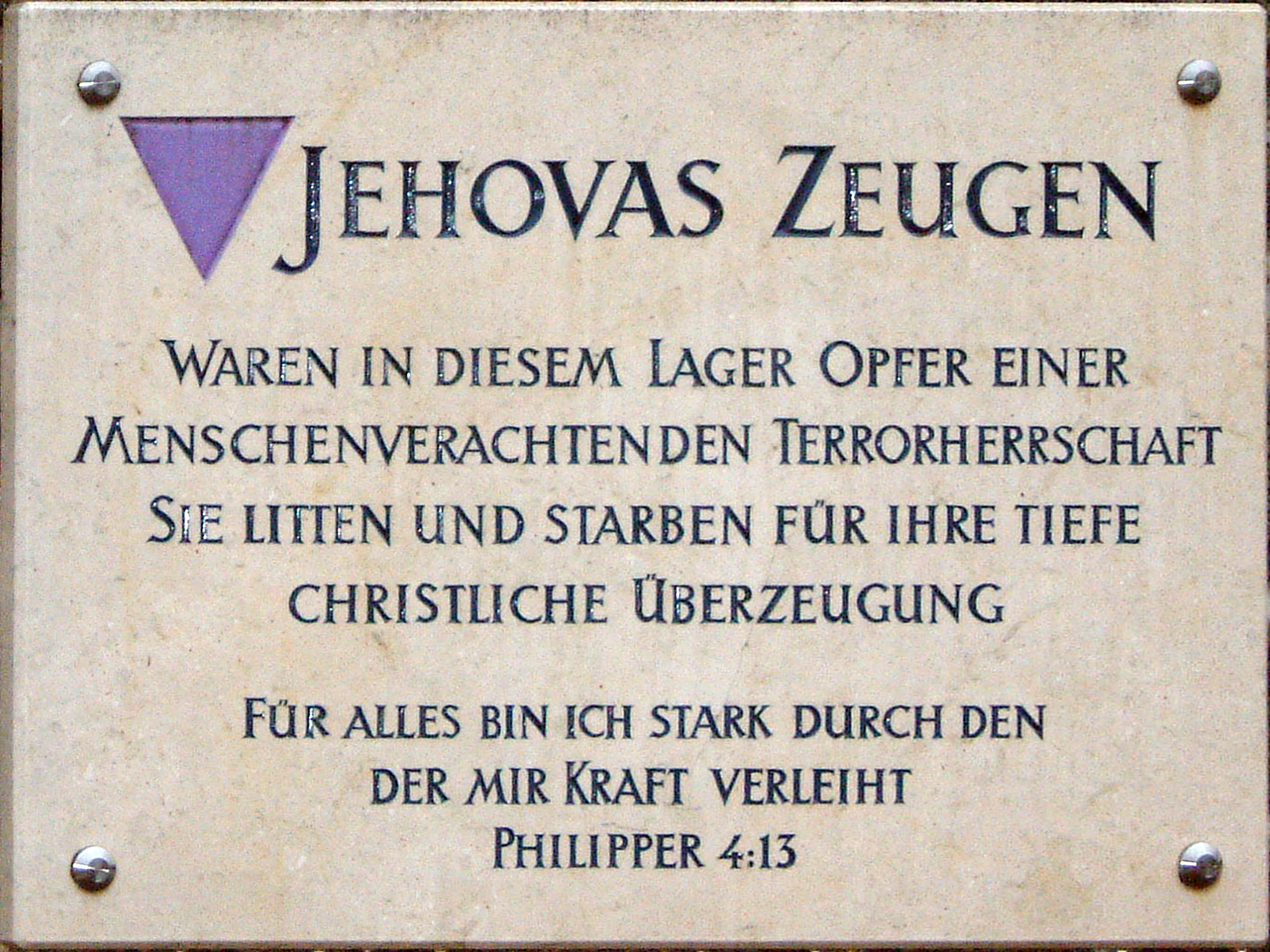
Memorial en Austria a los testigos de Jehová víctimas del nazismo.

Con el ascenso de los nazis al poder el 30 de enero de 1933, cuando el presidente Paul von Hindenburg le otorgó el cargo de canciller de Alemania a Adolf Hitler, la persecución de los testigos de Jehová se intensificó. Los testigos respetan a todos los poderes o autoridades, pero como eran políticamente neutrales se negaron a jurar lealtad al régimen nazi. Al principio, su postura hacia el régimen se manifestó por sí misma mediante su rechazo a diferentes convenios nazis, tales como el saludo con el brazo levantado (Heil Hitler), su negación de unirse al Frente Alemán del Trabajo (al cual todos los trabajadores fueron obligados a afiliarse), su nula participación en las colectas para el bienestar nazi, y su ausencia en las elecciones políticas. Tampoco participaban en los desfiles ni actos nazis.
Hitler, por sugerencia del mismo Himmler instruyó al Ministro de Justicia, Franz Gürtner que legalizara la supresión de los derechos civiles y se persiguiera a los miembros de este credo religioso.
Las autoridades nazis denunciaron[cita requerida] a los testigos de Jehová por su lazo con los Estados Unidos y se burlaron de sus creencias de un Armagedón que precedería el reinado milenario de Jesucristo en la Tierra. Relacionaron a los testigos con los judíos por considerar inspirada toda la Biblia, incluida el Antiguo Testamento. Los nazis ya habían tenido conflictos con varios grupos menores de protestantes por esta misma causa, pero únicamente los testigos de Jehová y la Iglesia Cristadelfiana se negaron a jurar lealtad al Estado.
Cuando se reintrodujo en Alemania el servicio militar obligatorio en 1935, la inmensa mayoría de los testigos de Jehová se negó a enlistarse. Aunque no eran pacifistas, se negaban a alzarse en armas en representación de un poder político. Los nazis comenzaron a perseguirlos por no presentarse en el ejército y arrestaron a los que llevaban a cabo tareas de misioneros por, según ellos, destrozar la moral de la nación. John Conway, un historiador británico, declaró que estaban "en contra de cualquier forma de colaboración con los nazis y en contra del servicio militar en general".
Los hijos de los testigos de Jehová también sufrieron bajo el régimen nazi. En los salones de clase, las maestras ridiculizaban a los niños que se negaban a hacer el saludo distintivo o a cantar las canciones patrias. Los directores se valían de cualquier excusa para expulsarlos de las escuelas. Siguiendo el ejemplo de los adultos, sus compañeros de clase atacaban o desplazaban a los niños testigos de Jehová. En varias ocasiones, las autoridades expropiaban a los niños de sus padres para enviarlos a otras escuelas, orfanatos, o casas privadas y criarlos como "buenos alemanes".

## «Declaración de Hechos»
El 24 de abril de 1933, los oficiales alemanes incautaron y clausuraron la oficina de la Watch Tower en Magdeburg, Alemania. El Departamento de Estado de los Estados Unidos intervino y la policía regresó la propiedad. En mayo del mismo año, los testigos de Jehová fueron proscriptos en varios estados alemanes. 
Preocupado por la creciente tensión en Alemania, el presidente de la Watch Tower Society, Joseph Rutherford, y Paul Balzereit, gerente de la oficina alemana en Magdeburg, decidieron montar una campaña para informar al canciller Hitler, a los oficiales del gobierno y al público en general que los testigos de Jehová no representaban amenaza alguna hacia el pueblo o el Estado alemán. Para llevarla a cabo, la oficina de Magdeburg organizó una convención. Estudiantes de la Biblia de toda Alemania fueron invitados al Wilmersdorfer Tennishallen en Berlín el 25 de junio de 1933. Se esperaban alrededor de cinco mil delegados, pero asistieron más de siete mil. Estos adoptaron una resolución titulada «Declaración de Hechos», la cual decía: 

"Se nos acusa erróneamente de ser una amenaza para el gobierno y el pueblo de esta nación... pedimos respetuosamente a los miembros del gobierno y a la gente que consideren justa e imparcialmente la declaración de hechos aquí presente".

La Declaración también hacía referencia a los judíos, como por ejemplo: 

El imperio más represivo y más grande sobre la Tierra es el Anglo-americano, es decir, el Imperio Británico y los Estados Unidos de América. Han sido los comerciantes judíos del Imperio Anglo-americano quienes han construido y conformado un negocio extenso que explota y oprime el pueblo de varias naciones. Este hecho se aplica en particular a las ciudades de Londres y Nueva York, el baluarte de su negocio. Este hecho es tan manifiesto en América que existe un proverbio relacionado con la ciudad de Nueva York, que dice: 'Los judíos lo poseen, los irlandeses católicos lo gobiernan, y los americanos pagan las cuentas'".

En respuesta a la crítica de que recibían ayuda por parte de los judíos, declararon: "...no recibimos apoyo alguno por parte de los judíos y, por lo tanto, los cargos alzados en nuestra contra son maliciosamente falsos y sólo pueden provenir de Satanás, nuestro gran enemigo".

## Persecución

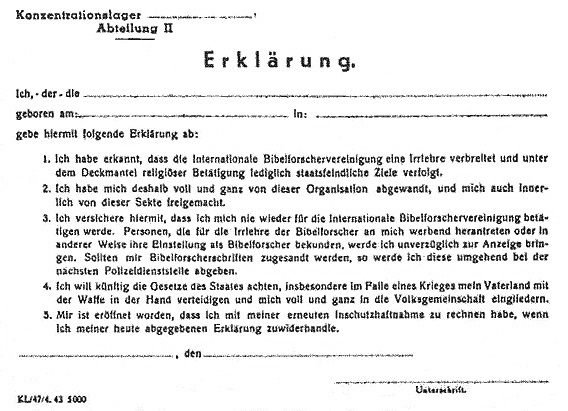
Documento de renuncia nazi.

A diferencia de los judíos y los gitanos, perseguidos por su etnia, los testigos de Jehová fueron los únicos que tenían la oportunidad de escapar a los campos de concentración y al daño personal renunciando a sus creencias religiosas. El gobierno nazi les daba la opción a los testigos detenidos de liberarse firmando un documento en el que indicaban la renuncia a su fe, la lealtad a la autoridad política y el apoyo a la Armada militar alemana.

Traducción del documento de renuncia
Campo de concentración .......................................
Departamento II
DECLARACIÓN
Yo, ...................................................
nacido el ..................................................
en .......................................................
hago la siguiente declaración:
1. He llegado a saber que la Asociación Internacional de Estudiantes de la Biblia está llevando a cabo enseñanzas erróneas y bajo la excusa de la religión desarrolla propósitos hostiles contra el Estado.
2. He, por lo tanto, abandonado la organización por completo y me he liberado absolutamente de las enseñanzas de esta secta.
3. Aseguro que nunca volveré a formar parte de las actividades de la Asociación Internacional de Estudiantes de la Biblia. Denunciaré inmediatamente a cualquier persona que se acerque a mí con las enseñanzas de los Estudiantes de la Biblia. Toda la literatura de los Estudiantes de la Biblia que sea enviada a mi domicilio será derivada a la estación de policía más cercana.
4. En el futuro estimaré las leyes del Estado, especialmente durante la guerra en la que, armas en mano, defenderé este territorio, y me uniré a la comunidad del pueblo.
5. He sido informado de que seré colocado nuevamente bajo custodia protectora si actúo en contra de la declaración otorgada hoy.

.................................., fechado ................
...........................................................
Firma
(Obtenido de Jehovah's Witnesses--Proclaimers of God's Kingdom (1993), Watch Tower Bible and Tract Society of Pennsylvania, p. 661. Original)
En un libro de los testigos de Jehová bajo el régimen nazi, el historiador Hans Hesse comentó: "Aproximadamente cinco mil testigos de Jehová fueron enviados a campos de concentración, donde fueron 'prisioneros voluntarios', ya que podían liberarse en cuanto declararan que ya no pertenecían a la asociación. Algunos perdieron sus vidas en los campos, pero muy pocos renunciaron a su fe".

## Campos de concentración
En los campos de concentración, los testigos de Jehová eran obligados a usar triángulos morados que los identificaban como Bibelforscher (Estudiantes de la Biblia).
The Watchtower ha declarado que durante la era Nazi los testigos de Jehová "sufrieron persecución de manera similar a la desatada en contra de los judíos".
11.300 testigos de Jehová fueron llevados a los campos, de los cuales aproximadamente 1490 fallecieron. 270 de ellos fueron ejecutados bajo el cargo de "objetores de conciencia".

## Círculo europeo de antiguos deportados e internados
El Círculo europeo de antiguos deportados e internados testigos de Jehová es un grupo de testigos de Jehová sobrevivientes del nazismo. Desde 1991 tienen personalidad jurídica. Su objetivo es dar a conocer su experiencia en los campos de concentración y crear conciencia en las futuras generaciones. En el grupo hay individuos representantes de Alemania, Austria, Bélgica, España, Francia, Hungría, Luxemburgo, Países Bajos, Polonia, República Checa, Suecia, Suiza y Ucrania.